# Кондон (Монтана)
Кондон (англ. Condon) — переписна місцевість (CDP) в США, в окрузі Міссула штату Монтана. Населення — 285 осіб (2020).

## Географія
Кондон розташований за координатами 47°32′6″ пн. ш. 113°42′6″ зх. д. / 47.53500° пн. ш. 113.70167° зх. д. (47.534999, -113.701615).  За даними Бюро перепису населення США в 2010 році переписна місцевість мала площу 55,91 км², з яких 55,43 км² — суходіл та 0,48 км² — водойми.

## Демографія
Згідно з переписом 2010 року, у переписній місцевості мешкали 343 особи в 169 домогосподарствах у складі 105 родин. Густота населення становила 6 осіб/км².  Було 316 помешкань (6/км²).
Расовий склад населення:
| - 96,5 % — білих - 0,9 % — корінних американців - 0,6 % — азіатів |

До двох чи більше рас належало 2,0 %. Частка іспаномовних становила 1,2 % від усіх жителів.
За віковим діапазоном населення розподілялося таким чином: 16,0 % — особи молодші 18 років, 56,3 % — особи у віці 18—64 років, 27,7 % — особи у віці 65 років та старші. Медіана віку мешканця становила 56,8 року. На 100 осіб жіночої статі у переписній місцевості припадало 105,4 чоловіків;  на 100 жінок у віці від 18 років та старших — 105,7 чоловіків також старших 18 років.
Середній дохід на одне домашнє господарство  становив 68 498 доларів США (медіана — 41 875), а середній дохід на одну сім'ю — 78 328 доларів (медіана — 57 321). За межею бідності перебувало 25,5 % осіб, у тому числі 21,9 % дітей у віці до 18 років та 6,5 % осіб у віці 65 років та старших.
Цивільне працевлаштоване населення становило 182 особи. Основні галузі зайнятості: науковці, спеціалісти, менеджери — 19,8 %, роздрібна торгівля — 15,4 %, будівництво — 12,6 %, мистецтво, розваги та відпочинок — 12,1 %.